# Chiềng Khừa
Chiềng Khừa là một xã thuộc thị xã Mộc Châu, tỉnh Sơn La, Việt Nam.

## Địa lý
Xã Chiềng Khừa có diện tích 101,89 km², dân số năm 2023 là 3.970 người, mật độ dân số đạt 38 người/km².

## Lịch sử
Ngày 14 tháng 11 năm 2024, Ủy ban Thường vụ Quốc hội ban hành Nghị quyết số 1280/NQ-UBTVQH15 về việc sắp xếp đơn vị hành chính cấp huyện, cấp xã của tỉnh Sơn La giai đoạn 2023 – 2025 (nghị quyết có hiệu lực từ ngày 1 tháng 2 năm 2025). Theo đó:
- Thành lập thị xã Mộc Châu thuộc tỉnh Sơn La. Xã Chiềng Khừa trực thuộc thị xã Mộc Châu.
- Sáp nhập 17,91 km² diện tích tự nhiên của xã Mường Sang vào xã Chiềng Khừa.

Xã Chiềng Khừa có 101,89 km² diện tích tự nhiên và quy mô dân số là 3.970 người.